# Campylopus pelidnus
Campylopus pelidnus là một loài Rêu trong họ Dicranaceae. Loài này được (Stirt.) Stirt. mô tả khoa học đầu tiên năm 1901.